# Ceratellopsis terrigena
Ceratellopsis terrigena är en svampart som beskrevs av Berthier 1974. Ceratellopsis terrigena ingår i släktet Ceratellopsis och familjen Gomphaceae.   Inga underarter finns listade i Catalogue of Life.